# Halesampige, Turuvekere
Halesampige là một làng thuộc tehsil Turuvekere, huyện Tumkur, bang Karnataka, Ấn Độ.